# Tuttlingen (stacja kolejowa)
Tuttlingen – stacja kolejowa w Tuttlingen, w kraju związkowym Badenia-Wirtembergia, w Niemczech. Znajdują się tu 3 perony.